# Platypthima huonis
Platypthima huonis är en fjärilsart som beskrevs av Jordan 1924. Platypthima huonis ingår i släktet Platypthima och familjen praktfjärilar. Inga underarter finns listade i Catalogue of Life.